# Moineau à point jaune
Pour les articles homonymes, voir Moineau soulcie (homonymie).
Ne doit pas être confondu avec Moineau à gorge jaune ou Moineau soulcie.
Gymnoris pyrgita
Espèce
Synonymes
- Xanthodina pyrgita

Statut de conservation UICN

 LC  : Préoccupation mineure
Le Moineau à point jaune (Gymnoris pyrgita), appelé également Moineau soulcie à gorge tachetée ou Moineau soulcie à point jaune, est une espèce de passereaux placée dans la famille des Passeridae. Ce taxon est considéré comme conspécifique avec le Moineau à gorge jaune (Gymnoris xanthocollis) par certains auteurs. 

## Répartition
Cet oiseau vit dans le Sahel et en Afrique orientale.

## Systématique
Le Moineau à point jaune a été décrit en 1862 par Theodor von Heuglin. Avant d'être placé dans le genre Gymnoris, il s'appelait Xanthodina pyrgita.

## Sous-espèces
Cet oiseau est représenté par 2 sous-espèces :
- Gymnoris pyrgita pallida : en Mauritanie, du Sénégal au Mali, au Niger, au Tchad et au Soudan ;
- Gymnoris pyrgita pyrgita : en Érythrée, en Éthiopie, en Somalie, au Soudan du Sud, en Ouganda, au Kenya et en Tanzanie.